# Срещи с Дейв
„Срещи с Дейв“ (на английски: Meet Dave) е американска научнофантастична комедия от 2008 г. на режисьора Браян Робинс, по сценарий на Бил Корбет и Роб Грийнбърг. Във филма участват Еди Мърфи, Елизабет Банкс, Гейбриъл Юниън, Скот Каан, Ед Хелмс и Кевин Харт. Филмът е пуснат на 11 юли 2008 г. и спечели $50 милиона срещу бюджет от $60 милиона.

## Актьорски състав
| Актьор            | Роля                   |
| ----------------- | ---------------------- |
| Еди Мърфи         | Дейв Минг Чанг Номер 1 |
| Елизабет Банкс    | Джина Морисън          |
| Гейбриъл Юниън    | Номер 3                |
| Ед Хелмс          | Номер 2                |
| Марк Блукас       | Марк Роудс             |
| Скот Каан         | Полицай Дули           |
| Кевин Харт        | Номер 17               |
| Ивет Никол Браун  | Бети                   |
| Майк О'Мали       | Полицай Стиви Кнокс    |
| Остин Линд Майърс | Джош Морисън           |

## В България
В България филмът е пуснат по кината на 18 юли 2008 г. от Александра Филмс.
На 12 март 2009 г. е издаден на DVD от A+Films.
На 5 ноември 2011 г. е излъчен за първи път по bTV.
На 9 ноември 2013 г. е излъчен и по Диема. На 27 ноември 2021 г. се излъчва отново по NOVA.

### Дублажи
| Озвучаващи артисти  | Гергана Стоянова Вилма Карталска Веселин Ранков Радослав Рачев Здравко Методиев |
| Преводач            | Соня Иванова                                                                    |
| Тонрежисьор         | Радослав Колев                                                                  |
| Режисьор на дублажа | Здрава Каменова                                                                 |

| Озвучаващи артисти  | Даниела Йорданова Ани Василева Петя Миладинова Васил Бинев Стефан Сърчаджиев-Съра Александър Митрев |
| Преводач            | Ирина Ценкова                                                                                       |
| Тонрежисьор         | Цветомир Цветков                                                                                    |
| Режисьор на дублажа | Димитър Кръстев                                                                                     |